# Ivan Balykin
Ivan Balykin durante o Volta do Limbourg 2015
Ivan Balykin, 26 de novembro de 1990 em Naberejnye Tchelny, é um ciclista russo (é igualmente de nacionalidade italianone), passado profissional em 2014. Corre sob licença italiana até final de maio 2014. É membro da formação turca Torku Şekerspor desde 2017.

## Biografia
Ivan Balykin nasce em 26 de novembro de 1990 em Naberejnye Tchelny em URSS. Possui as nacionalidades russas e italianas.
Membro do US Fausto Coppi Gazzera Videa de 2009 a 2011, corre em 2012 para Petroli Firenze depois em 2013 para GS Podenzano. Resulta profissional em 2014 quando está contratado pelo equipa continental profissional russo RusVelo. Consegue então a 2. ª etapa do Baltic Chain Tour e termina 3.º do Duo normand com seu colega Artem Ovechkin. Em 2015, consegue a Maykop-Ulyap-Maykop.

## Palmarés e classificações mundiais

### Palmarés em estrada
- 2009[1]
  - 3.º de Milão-Busseto
- 2010
  - 2.º do Giro di Tre Ponti
  - 3.º do grande Prêmio Camon
- 2011
  - 3.º de Milão-Busseto
  - 3.º do Circuito Vale do Resco
  - 3.º de Vicenza-Bionde
  - 3.º do Troféu Comune di Lamporecchio
- 2012
  - 3.º do  Grande Prêmio La Torre
- 2013
  - Memorial Benfenati
  - Medaglia de Ouro Consorzio Marmisti Valpantena
  - Grande Prêmio Sportivi San Vigilio
  - Memorial Rino Fiori
  - Grande Prêmio San Luigi
  - 2.º de Milão-Tortone
  - 2.º do Grande Prêmio de Autunno
- 2014
  -     - 2. ª etapa do Baltic Chain Tour

  - 3.º do Duo normand (com Artem Ovechkin)
- 2015
  - Maykop-Ulyap-Maykop
- 2017
  - Challenges da Andadura verde - Grande Prêmio Oued Eddahab
    - 2. ª etapa da Tour de Ancara
    - 3. ª etapa da Tour de Bihor
- 2018
  -     - 2. ª etapa da Volta a Mesopotamia
    - 2. ª etapa da Tour de Mevlana

  - 2.º da Volta de Mevlana
  - 3.º do Grande Prêmio Alanya

### Classificações mundiais
| Ano             | 2010   | 2011 | 2012 | 2013  | 2014  | 2015  | 2016  | 2017  |
| UCI Europe Tour | 815.º. | nc   | nc   | 705.º | 222.º | 193.º | 1 364 | 959.º |

### Palmarés em pista

#### Campeonato da Itália
- 2008
  -  Campeão de Itália de perseguição por equipas juniores (com Danilo Besagni, Alberto Petitto e Luca Pirini)
  -  Campeão de Itália da americana juniores (com Luca Pirini)
- 2010
  - 3.º da Perseguição por equipas velocidade por equipas
- 2011
  - 3.º da Velocidade por equipas perseguição por equipas
  - 3.º da Perseguição por equipas velocidade por equipas